# アントン・シチェフ
アントン・シチェフ（Anton Sychev、1994年2月5日 - ）は、ロシアのラグビーユニオン選手。

## プロフィール
- ロシア・ケメロヴォ出身。
- ポジションはナンバーエイト(No8)。
- 身長 182cm、体重 98kg
- ロシア代表キャップは23（2021年9月現在）。

## 略歴
2019年、ラグビーワールドカップ2019のロシア代表に選ばれた。